# 圣贝内代托-贝尔博
圣贝内代托-贝尔博（義大利語：San Benedetto Belbo），是意大利库内奥省的一个市镇。总面积4平方公里，人口194人，人口密度48.5人/平方公里（2009年）。ISTAT代码为004206。